# Muro

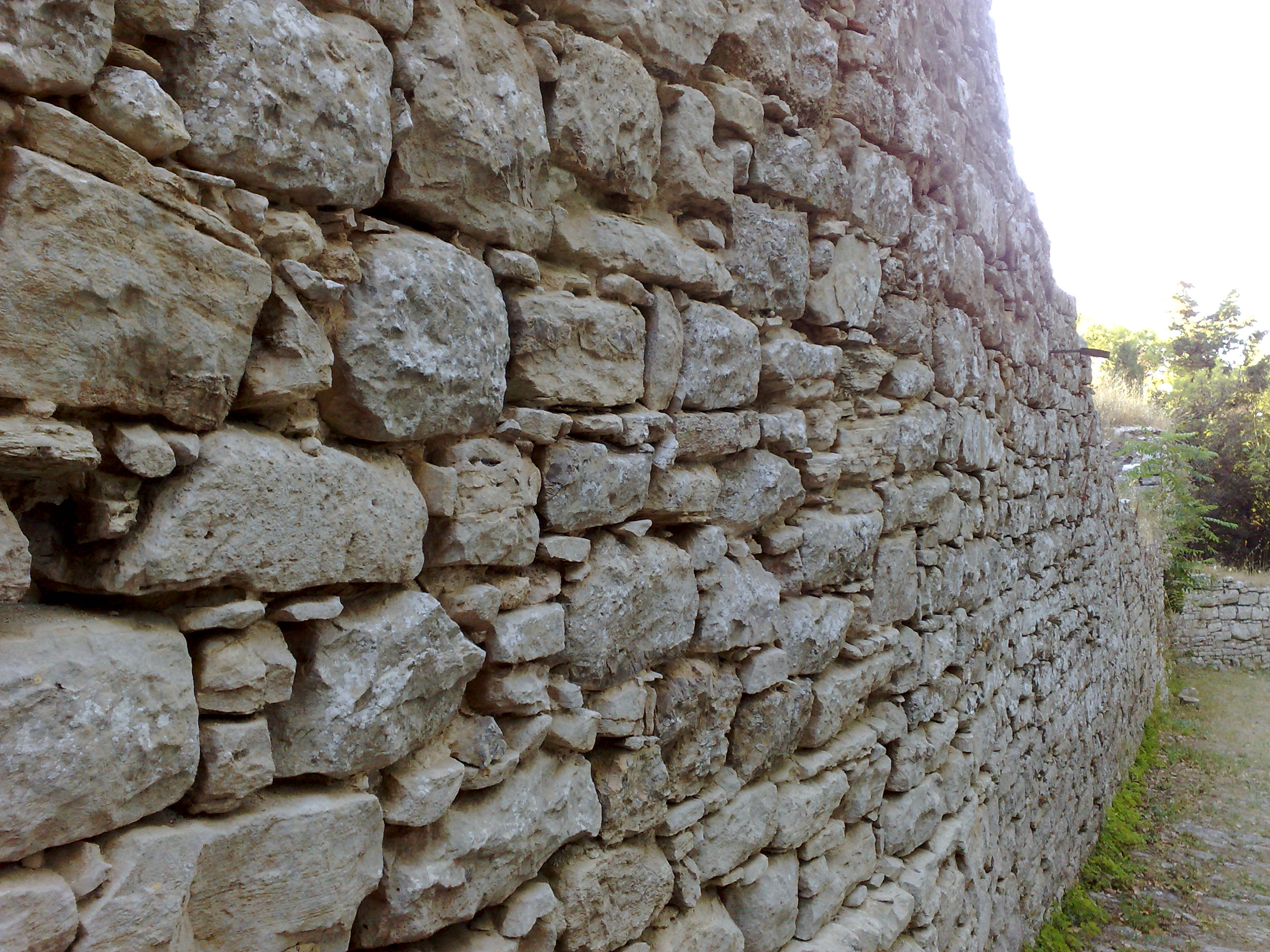
Muro feito de pedras

Um muro é uma estrutura sólida utilizada para separar ou proteger qualquer recinto.

## Etimologia
A etimologia da palavra provém do latim múrus, sendo que a estrutura é também denominada em português pelo substantivo parede.

## Tipos
Muro de Arrimo (Brasil), Muros de Contenção (Portugal).
Essa terminologia se usa quando o mesmo suportar aterros ou mesmo preserva-los para que não desbarranquem, geralmente são altos e com base grossa e se delgando no topo. Na verdade são muralhas termo do passado, hoje em desuso.